# 彼得·史特洛克
彼得·安德魯·史特洛克（英語：Peter Andrew Sturrock，1924年3月20日—）是英國科學家，史丹佛大學名譽教授，美國科學促進會、美國物理學會、英國皇家天文學會會士。

## 生平
1942年進入劍橋大學就讀，二次大戰期間中斷學習，進入電信研究機構開發雷達系統。戰後回劍橋大學就讀，1945年畢業。1948年取得碩士學位，1951年取得博士學位。1958年任日內瓦歐洲核子研究中心研究員。
1961年至史丹佛大學任教，並在1964至1974年間擔任該校等離子體研究所所長。1998年退休。1980至2001年間任科學探索學會主席。
在1970年代開始對飛碟學感到興趣。1975年，他向美國天文學會成員進行一次關於不明飛行物的問卷調查。

## 獲獎
- 1986年，獲美國天文學會頒授乔治·埃勒里·海尔奖[5]。
- 1990年，獲美國國家科學院頒授阿克托夫斯基獎章（英语：Arctowski Medal）[6]。